# تجنب الخسارة
في علم النفس المعرفي، ونظرية القرار، والاقتصاد السلوكي، يشير تفادي الخسارة أو النفور من الخسارة أو تجنب الخسارة (بالإنجليزية: Loss aversion) إلى ميل الناس إلى تفضيل تجنب الخسائر على اكتساب مكاسب مماثلة؛ ومثاله أنه من الأفضل ألا تخسر 5 دولارات بدلاً من كسب 5 دولارات. المبدأ بارز جدًا في مجال الاقتصاد. ما يميز تفادي الخسارة عن النفور من المخاطر هو أن فائدة المردود النقدي تعتمد على ما تم اختباره سابقًا أو المتوقع حدوثه. وقد أشارت بعض الدراسات إلى أن الخسائر تبلغ ضعفًا، نفسياً، مثل المكاسب. تم تحديد النفور من الخسارة لأول مرة من قبل عاموس تفيرسكي ودانيال كانيمان.